# Jean-Paul Delahaye (football)
Pour les articles homonymes, voir Delahaye (homonymie).
Ne doit pas être confondu avec Jean-Paul Delahaye (mathématicien), informaticien et mathématicien français.
Jean-Paul Delahaye, né le 13 janvier 1950 à Beaurieux, est un footballeur français. Il a évolué au poste de gardien de but du milieu des années 1970 au début des années 1980.

## Biographie
Joueur emblématique du Stade athlétique spinalien, le gardien joue 238 matchs avec le club vosgien.